# Kwidzyn (gemeente)
De gemeente Kwidzyn is een landgemeente in het Poolse woiwodschap Pommeren, in powiat Kwidzyński.
De gemeente bestaat uit 26 administratieve plaatsen solectwo: Baldram, Brachlewo, Brokowo, Bronno, Dankowo, Dubiel, Gniewskie Pole, Grabówko, Gurcz, Janowo, Kamionka, Korzeniewo, Licze, Lipianki, Mareza, Nowy Dwór, Obory, Ośno, Pastwa, Pawlice, Podzamcze, Rakowice, Rakowiec, Rozpędziny, Szalwinek, Tychnowy
De zetel van de gemeente is in Kwidzyn.
Op 30 juni 2004 telde de gemeente 10 104 inwoners.

## Oppervlakte gegevens
In 2002 bedroeg de totale oppervlakte van gemeente Kwidzyn 207,25 km², waarvan:
- agrarisch gebied: 67%
- bossen: 20%

De gemeente beslaat 24,83% van de totale oppervlakte van de powiat.

## Demografie
Stand op 30 juni 2004:
| Omschrijving                   | Totaal | Totaal | Vrouwen | Vrouwen | Mannen | Mannen |
| ------------------------------ | ------ | ------ | ------- | ------- | ------ | ------ |
| eenheid                        | aantal | %      | aantal  | %       | aantal | %      |
| inwoners                       | 10 104 | 100    | 4921    | 48,7    | 5183   | 51,3   |
| bevolkingsdichtheid (inw./km²) | 48,8   | 48,8   | 23,7    | 23,7    | 25     | 25     |

In 2002 bedroeg het gemiddelde inkomen per inwoner 1432,6 zł.

## Aangrenzende gemeenten
Gardeja, Gniew, Kwidzyn, Prabuty, Ryjewo, Sadlinki